# 렉서스 UX
렉서스 UX(Lexus UX)는 일본의 자동차 메이커 토요타의 고급 브랜드인 렉서스의 전륜구동 기반 컴팩트 SUV이다.
토요타 C-HR과 플랫폼을 공용하며, 엔진은 M20A-FKS 2.0리터 DOHC 자연흡기 엔진(UX 200)과 M20A-FXS 2.0리터 가솔린 하이브리드(UX 250h) 2종류가 있다. 대한민국에는 M20A-FXS 2.0리터 가솔린 하이브리드가 장착된 250h만 들어온다.
일본 현지에서는 2020년에 EV 모델인 300e가 추가됐으며, 전륜구동으로 나온다. 대한민국에도 300e가 출시되며, 1회 충전 후 항속거리는 233km로 인증받았다. 렉서스코리아는 대한민국에서 UX300e를 2023년 상반기까지 리스 방식으로 극소수 판매했으며, 렉서스 최초의 순수 전기자동차인 렉서스 RZ 또한 대한민국에서 2025년 1월까지 리스 방식으로 소량만 판매했다. 급속충전 규격은 대한민국용과 일본용 모두 차데모를 이용하며, DC콤보-1을 이용하지 않는다. 대한민국에서는 닛산 리프의 수입 중단 이후 처음으로 출시하는 차데모 잭 장착 전기자동차다. 충전용 잭은 양쪽으로 배치했는데, 급속용 차데모 잭을 차체 오른쪽에 장착하고 완속 충전용 잭은 차체 왼쪽에 있다. 사실상 후속격으로 내놓은 렉서스 RZ에는 아이오닉 5처럼 대한민국용은 DC콤보-1, 일본용은 차데모로 이원화했다.
2023년 7월에 UX 200을 단종시켰다.

## 경쟁 차종
- 벤츠 - GLA
- BMW - X1
- 아우디 - Q2
- 캐딜락 - XT4
- 재규어 - E-페이스
- 제네시스 - GV60